# National League North
Conference North (denumită oficial Blue Square Bet North din motive de sponsorizare) este una din diviziile secunde din Football Conference și, împreună cu Conference South, a șasea divizie ca importanță din sistemul englez de fotbal.